# Eduard Bernstein
 Der er for få eller ingen kildehenvisninger i denne artikel, hvilket er et problem. Du kan hjælpe ved at angive troværdige kilder til de påstande, som fremføres i artiklen.

Eduard Bernstein (født 6. januar 1850 i Berlin, død 18. december 1932 samme sted) var en tysk socialistisk teoretiker af jødisk afstamning. Han var den første og er måske den mest kendte af de store revisionister i den socialistiske bevægelse. Bernstein regnes som en af den socialdemokratiske bevægelses grundlæggere og var aktiv i det tyske socialdemokratiske parti (SPD) både i eksil og i hjemlandet. Han var i mange år medlem af den tyske Rigsdag.
I bogen Socialismens forudsætninger og socialdemokratiets opgaver, som blev udgivet i 1899, reviderede han nogen af Karl Marx' teorier, som Bernstein mente havde vist sig at være fejlagtige i lys af udviklingen efter at de blev udformet. Bernstein mente blandt andet at socialismen kan indføres på fredelig vis og i en gradvis proces i lande med nogenlunde demokratisk styresæt. Reformismen udløste en stor debat i den internationale socialistiske bevægelse på denne tid, som var organiseret i Anden Internationale. Særligt Karl Kautsky, Rosa Luxemburg og Vladimir Lenin gik til hård angreb på Bernstein. Selv om Berstein "tabte" debatten, er varianter af "revisionismen" blevet grundlaget for den faktiske politik til de allerfleste socialistiske partier i verden.
Men i lighed med Marx har Bernstein heller ikke vist sig at være ufejlbarlig, så nogen af hans revisioner er siden blevet revideret. Det gælder blandt andet Bernsteins teori om at kapitalismen var blevet så organiseret at den er krisefri. Blandt andet den store verdenskrise fra 1929 og senere modbeviste det.[kilde mangler]
Bernstein døde i 1932.